# Festival Internacional de Cinema de Karlovy Vary
Festival Internacional de Cinema de Karlovy Vary (em checo: Mezinárodní filmový festival Karlovy Vary) é um festival de cinema que ocorre anualmente na cidade de Karlovy Vary, República Checa, desde 1948.

## Prémios
Na categoria de Melhor Filme, está dividida nos seguintes prémios:
- Grand Prix – Globo de Cristal para Melhor Filme
- Special Jury Prize
- Best Director Award
- Best Actress Award
- Best Actor Award

Na categoria de Documentário, está dividida nos seguintes prémios:
- Best Documentary Film na categoria para filmes com 30 minutos ou menos
- Best Documentary Film na categoria para filmes com mais de 30 minutos.

Todos os anos, o festival atribui o Globo de Cristal na categoria "Outstanding Contribution to World Cinema".

## Vencedores do Globo de Cristal – Grand Prix
- 2016 It's Not the Time of My Life (Hungria) – director Szabolcs Hajdu
- 2015 Bob and the Trees (EUA, França) – director Diego Ongaro
- 2014 Corn Island (Geórgia) – director Giorgi Ovashvili
- 2013 The Notebook (Hungria) – director János Szász
- 2012 The Almost Man (Noruega) – director Martin Lund
- 2011 Restoration (Israel) – director Yossi (Joseph) Madmoni
- 2010 The Mosquito Net (Espanha) – director Agustí Vila
- 2009 Angel at Sea (Bélgica/Canadá) – director Frédéric Dumont
- 2008 Terribly Happy (Dinamarca) – director Henrik Ruben Genz
- 2007 Jar City (Islândia/Alemanhay) – director Baltasar Kormákur
- 2006 Sherrybaby (EUA) – director Laurie Collyer
- 2005 My Nikifor (Polónia) – director Krzysztof Krauze
- 2004 A Children's Story (Itália) – director Andrea Frazzi, Antonio Frazzi
- 2003 Facing Windows (Itália, Grã-Bretanha, Turquia, Portugal) – director Ferzan Özpetek
- 2002 Year of the Devil (República Checa) – director Petr Zelenka
- 2001 Amélie (França) – director Jean-Pierre Jeunet
- 2000 Eu, Tu, Eles (Brasil) – director Andrucha Waddington
- 1999 Yana's Friends (Israel) – director Arik Kaplun
- 1998 Streetheart (Canadá) – director Charles Binamé
- 1997 Ma vie en rose (Bélgica, França, Grã-Bretanha) – director Alain Berliner
- 1996 Prisoner of the Mountains (Rússia, Kazaquistão) – director Sergei Bodrov
- 1995 The Ride (República Checa) – director Jan Svěrák
- 1994 My Soul Brother (Espanha) – director Mariano Barroso
- para vencedores antigos (... 1946) ver Globo de Cristal.